# Kristian Johansson
För den svensk-ryska balettdansören, se Christian Johansson.
Kristian Johansson, född den 25 december 1907 i Asker, död 9 mars 1984 i Oslo, var en norsk backhoppare som tävlade under slutet av 1920-talet och början av 1930-talet.

## Karriär
Johansson deltog i tre världsmästerskap. Vid VM 1929 i Zakopane, Polen slutade Johansson tvåa (2,0 poäng efter landsmannen Sigmund Ruud och 1,4 poäng före bronsmedaljören Hans Kleppen, också från Norge). Denna placering förbättrade Johansson till VM 1934 i Sollefteå och han vann VM-guld i Hallstabacken (före Arne Hovde, Norge och Sven Eriksson (senare Selånger), Sverige). Johanssons sista VM var 1935 i Vysoké Tatry där han blev sexa. Hans landsmän Birger Ruud (guldmedalj), Reidar Andersen (silvermedalj) och Alf Andersen (bronsmedalj) lade beslag på platserna på pallen i detta VM.